# Bambusa khasiana
Bambusa khasiana är en gräsart som beskrevs av William Munro. Bambusa khasiana ingår i släktet Bambusa och familjen gräs.
Artens utbredningsområde är Assam (Indien). Inga underarter finns listade i Catalogue of Life.